# Hasenried (Weiler-Simmerberg)
Hasenried (westallgäuerisch: Hasəriəd) ist ein Gemeindeteil des Markts Weiler-Simmerberg im  bayerisch-schwäbischen Landkreis Lindau (Bodensee).

## Geographie
Das Dorf liegt circa einen Kilometer südöstlich des Hauptorts Weiler im Allgäu und zählt zur Region Westallgäu. Hasenried liegt am Hang des Oberbergs. Westlich der Ortschaft liegt die Hausbachklamm, östlich verläuft die Queralpenstraße B 308.

## Ortsname
Das Grundwort -ried deutet auf eine Rodesiedlung hin. Das Bestimmungswort deutet entweder auf den Personennamen Haso, einen Personenbeinamen Hase oder dem Tiernamen Hase hin. So bedeutet der Name entweder Rodesiedlung, in der viele Hasen leben oder Rodesiedlung des Hase.

## Geschichte
Hasenried wurde urkundlich erstmals im Jahr 1452 zur Herrschaft Ellhofen gehörend erwähnt. 1771 fand die Vereinödung Hasenrieds statt. Der Ort gehörte einst dem Deutschen Orden Ellhofen, dann dem Gericht Simmerberg in der Herrschaft Bregenz und zuletzt der Gemeinde Simmerberg an.

## Persönlichkeiten
- Andreas Feßler (auch: Fessler, 1722–1766), Uhrmacher[5]